# 埃里克·扬·哈努森
埃里克·扬·哈努森（1889年6月2日—1933年3月25日），是来自奥地利的犹太裔公关人员，他还具有多种身份如千里眼表演者、催眠师、心理学家、神秘学家和占星家。哈努森在他的一生中备受赞誉和争议，他活跃于魏玛共和国以及纳粹德国的初期。据说他曾指导阿道夫·希特勒运用肢体表演艺术和演讲的戏剧效果。

## 早年
虽然哈努森自称是丹麦贵族，但实际上他是摩拉维亚的犹太人，原名赫尔曼·施泰因施奈德。哈努森的父亲齐格弗里德·施泰因施奈德是奥地利的一名演员和犹太教堂的守门人，他与维也纳的歌手安东尼·朱莉·科恩结婚。哈努森的父母经常带着他和音乐剧团往返奥地利和意大利之间进行表演。

## 职业生涯

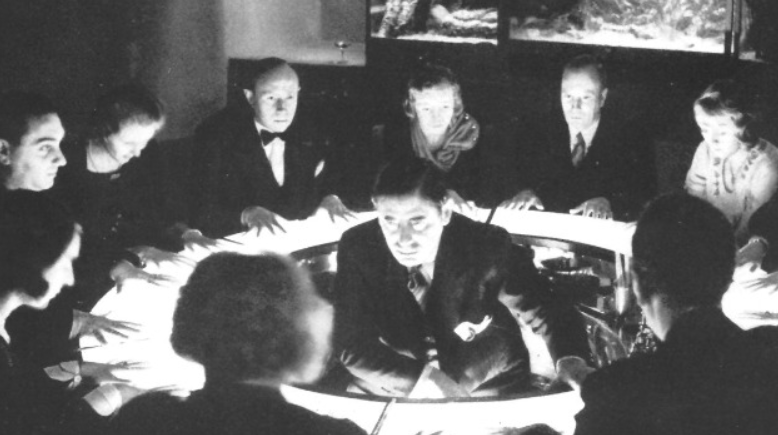
埃里克·扬·哈努森在降神会仪式中进行占卜

第一次世界大战结束后，哈努森在柏林的斯卡拉歌剧院进行了一次读心和催眠表演，这使他一举成名。在他的职业生涯的鼎盛时期，他经常与德国的军事和商业精英为伍，也同冲锋队的成员关系密切。据称他是纳粹的支持者，尽管他有犹太血统，这在当时是一个公开的秘密。
哈努森和希特勒会面的故事比比皆是，包括在1932年德国大选前夕的一次相遇，在此期间，哈努森向希特勒传授了他使用手势和戏剧性停顿的人群控制技巧。哈努森也与其他显赫的纳粹要员来往紧密，他经常借钱给他们，包括沃尔夫-海因里希·格拉夫·冯·赫尔多夫、卡尔·恩斯特和弗里德里希·威廉·奥斯特。
1943年，精神分析学家沃尔特·朗格博士为美国战略情报局提交了一份描述希特勒心理概况的报告。该文章包含对哈努森的提及：“……在1920年代初期，希特勒定期学习公共表演和群众演讲，这来自一位名叫哈努森的人的心理学，他也是一名职业占星家和算命师；他是一个非常聪明的人，教会了希特勒很多关于举行会议时如何获得最大戏剧性效果的重要知识。”
1931年，哈努森收购了一家布雷斯劳的印刷公司，并开始出版神秘学刊物《哈努森杂志》，这是一份受欢迎的柏林双周刊小报，其中包括占星术专栏。他用他的出版事业和舞台表演的收益购买了一座被称为“神秘宫殿”的豪宅，并将其修葺一新后变成了专门用于算命游戏的豪华互动剧院。客人们会围坐在一张大圆桌旁，将手掌放在玻璃上，从下方点亮符号；房间的灯会在降神会仪式上显示灵媒的动向，各种噱头将突出哈努森为客人们呈现戏剧性般的预言解说。他预测了在场个人生活中的事件，但当他预测德国的未来时，引发了争议。他在事业中取得了成功，在各种场合总是很受欢迎。
著名赛车队经理阿尔弗雷德·纽鲍尔在他1960年出版的自传《速度就是我的生命》中提到了哈努森。在“预言成真”一章中，他描述了哈努森在1932年5月在德国AVUS比赛前做出的精准预测。在酒吧与其他车手一起见证下，纽鲍尔挑战哈努森预测第二天比赛的获胜者，经过一番“较量”后，哈努森在一张纸上写下两个名字，然后将其折叠并放入信封中；这是由酒保来保管的，他有严格的指示，在比赛结束之前不要打开它。哈努森宣布，“我们这个桌子上的一个人明天会赢，另一个人会死。”两个名字都在这个信封里，赛后，纽鲍尔说他打开信封发现最终的结果果然如汉努森所预言的一样。几天后，柏林一家报纸报道说，哈努森曾敦促德国汽车俱乐部说服死者不要参加比赛，但俱乐部官员没有采取任何行动。

## 国会纵火案与暗杀
哈努森预测德国国会大厦的火灾是一个决定性的事件，该事件让新任的德国总理阿道夫·希特勒在1933年迅速通过授权法案夺取了绝对的权力，这是哈努森最著名的透视术表演；同时也可能是对内幕信息的错误使用导致了他此后不久的死亡。
他于1933年3月25日被暗杀身亡，死因可能是被一群冲锋队士兵所暗杀，并被匆忙埋葬在柏林郊区施塔恩斯多夫附近的一块麦田里。他是赫尔曼·戈林与约瑟夫·戈培尔的潜在竞争者，这引起了元首的注意，也可能最终导致了对他的谋杀。一个多月后，哈努森的尸体被发现，经相关渠道声称他可能参与了国会大厦的纵火事件，是由哈努森催眠并指使纵火犯马里努斯·范德卢贝精心策划实施的行动。哈努森被安葬在施塔恩斯多夫的公墓。

## 文献来源
- Bernauw, Patrick, Guy Didelez, and Mirjam Pressler. 1997. Brennende Sterne. Bindlach: Loewe.
- Cziffra, Géza von. 1978. Hanussen, Hellseher des Teufels: d. Wahrheit über d. Reichstagsbrand. München: Herbig.
- Frei, B. (1980) Der Hellseher: Leben und Sterben des Erik Jan Hanussen, Prometh-Verlag: Koln.
- Gauding, Daniela. 2006. Siegmund Sische Breitbart: Eisenkönig, stärkster Mann der Welt: Breitbart versus Hanussen. Teetz: Hentrich & Hentrich.
- Gordon, M. (2001) Hanussen: Hitler's Jewish Clairvoyant, Feral House. ISBN 0922915687.
- Hanussen, Erik Jan. 1992. Manuale di lettura del pensiero: corso pratico in 12 lezioni. Roma: Edizioni Mediterranee.
- Hanussen, Erik J. 1990. Der Untergang von New York: Roman. Köln: Smaragd-Verl.
- Hanussen, Erik Jan. 1989. La notte dei maghi: autobiografia di un veggente. Roma: Edizioni Mediterranee.
- Hanussen, Erik Jan. 1979. Unser zweites Leben. Klosterneuburg/Wien: Aktuell-Verlag. Spiritualist ZauberkuÌnstler Oesterreich Deutschland.
- Hanussen, Erik Jan. 1932. Berliner Woche (5-27: Erik Jan Hanussen's Berliner Wochenschau ; 28-40: Hanussens Bunte Wochenschau ; 41-44: Die Hanussen-Zeitung ; 45: Bunte Wochenschau ; 46. 47: Astropolitische Rundschau). Berlin: (Hanussen).
- Eng, Peter, and Erik Jan Hanussen. 1930. Lache Medusa. Berlin: Gurlitt-Verl.
- Hanussen, Erik Jan, and Heinrich Wissiak. 1930. Der Leitmeritzer Hellseher-Prozess Hanussen; ausführliche Wiedergabe der sensationellen Gerichts-Verhandlung mit zahlreichen bisher unveröffentlichten Dokumenten. Teplitz-Schönau: Im Selbstverlage.
- Hanussen, Erik Jan. 1930. Meine Lebenslinie. Berlin: Universitas.
- Hanussen, Erik Jan. 1920. Schließen Sie die Augen! Brettelieder. Wien: Nestroy-Verlag.
- Hanussen, Erik Jan. 1920. Das Gedankenlesen: Telepathie. Wien: Waldheim-Eberle.
- Hanussen, Erik Jan. 1915. Was so über's Brettl ging Poetika aus Musentempeln, die ohne Vorhang spielen. Olmütz: Groak.
- Kugel, Wilfried. 1998. Hanussen: die wahre Geschichte des Hermann Steinschneider. Düsseldorf: Grupello.
- Magida, A. (2011) The Nazi Seance: The Strange Story of the Jewish Psychic in Hitler's Circle Palgrave Macmillan Books.
- Müller, Delia. 2006. Das bittere Erbe: Erika Fuchs, Tochter des Hellsehers Hanussen, erzählt. Bolzano: Athesia Spectrum.
- Palacios, J. (2005) Erik Jan Hanussen, la vida y los tiempos del mago de Hitler, Barcelona: Oberón.